# Le Rap de Bart
Le Rap de Bart (France) ou Le Rap du rapt (Québec) (Pranksta Rap) est le 9e épisode de la saison 16 de la série télévisée d'animation Les Simpson.

## Synopsis
Bart va à un concert de rap, sans l'autorisation d'Homer et Marge. Pour ne pas se faire punir, il fait croire à son enlèvement. En réalité, il vit chez Milhouse et son père Kirk, sans que ce dernier ne le sache.
Clancy en a marre de sa réputation de mauvais policier. Il enquête donc sur l'enlèvement de Bart. Il retrouve Bart et le ramène à ses parents. Le père de Milhouse est envoyé en prison et Milhouse va à l'école militaire. Mais Lisa a découvert que Bart n'a pas été enlevé. Elle essaye donc de trouver des preuves pour que Kirk soit libéré, pour que Milhouse retrouve une vie normale et pour que Bart soit puni.
Bart, Homer, Clancy et le père de Milhouse essayent de l'empêcher de trouver des preuves : Bart ne veut pas être puni, Homer a vendu les droits de l'histoire de Bart à Steven Spielberg pour des millions de dollars (qu'il a d'ailleurs perdus aux cartes), Clancy ne veut pas perdre son statut de héros et Kirk trouve que même une cellule est plus grande et plus propre que son appartement. Lisa trouve des preuves, mais Bart, Homer, Clancy et le père de Milhouse la convainquent de ne rien révéler.

## Philosophie
- Cet épisode cache une problématique philosophique derrière sa trame.
  - En effet, Bart, Homer, Clancy et Kirk gagnent beaucoup grâce au mensonge de Bart, sans que cela ne fasse la moindre victime. Leurs conditions de vie sont identiques ou meilleures qu'avant. Ce mensonge ne crée donc que du bonheur autour d'eux. Homer le fait d'ailleurs remarquer par sa réplique "Le Mensonge, c'est l'Amour".
  - Par contre, Lisa et le principal Skinner préfèrent mettre la Vérité en avant, même si personne n'a rien à y gagner sur le plan matériel, voire tout à perdre. Mais du côté métaphysique, Lisa cherche la Vérité en tant qu'objectif même, alors que Skinner le fait pour améliorer son école. ("Avoir l'occasion de couler Bart Simpson, le deuxième pire criminel de l'école, après le mystérieux El Barto.").
- La question posée peut être formulée ainsi : Un mensonge peut-il être accepté s'il rend plusieurs personnes heureuses matériellement?

La réponse n'est pas donnée. À la place, le seul personnage qui semble être assez sage pour y répondre, Alcatraz, déclare : "Il n'y a qu'une seule solution : une méga fête chez moi !". Lisa est d'ailleurs la seule qui semble se rendre compte que le problème reste irrésolu, et Homer, en guise de réponse à son tour, se contente de sauter dans la piscine d'Alcatraz. Ce qui ne répond absolument pas non plus à la problématique.